# Hayden Lake
Pour les articles homonymes, voir Hayden.
Hayden Lake est une ville américaine située dans le comté de Kootenai en Idaho.

## Démographie
| 1950 | 1960 | 1970 | 1980 | 1990 | 2000 |
| ---- | ---- | ---- | ---- | ---- | ---- |
| 39   | 247  | 260  | 273  | 338  | 494  |

| 2010 | - | - | - | - | - |
| ---- | - | - | - | - | - |
| 574  | - | - | - | - | - |

Selon le recensement de 2010, Hayden Lake compte 574 habitants. La municipalité s'étend alors sur 0,68 mille carré (1,76 km2), dont 0,59 mille carré (1,53 km2) de terres et 0,09 mille carré (0,23 km2) d'eau.